# Сомали на летних Олимпийских играх 1996
Сомали принимала участие в Летних Олимпийских играх 1996 года в Атланте (США) в четвёртый раз за свою историю, пропустив Летние Олимпийские игры 1992 года, но не завоевала ни одной медали. Сборную страны представляла 1 женщина.